# 望海县
望海县，东汉建武十九年(公元43年) 置，属交趾郡。治所在今越南河北省北宁西北求河北岸。马援平定交趾后建议朝廷设置望海县。《 后汉书·马援传》：“援将楼船大小二千余艘，战士二万余人，进击九真贼征侧余党都羊等，自无功至居风，斩获五千余人，峤南悉平。援奏言西于县户有三万二千，远界去庭千余里，请分为封溪、望海二县，许之。”马援还在望海县帮助当地百姓修建城郭，开凿灌溉水渠，改善百姓生活状况。并结合汉律法和当地风俗来处理纠纷事件，起到了移风易俗的效果，对于当地百姓归顺汉朝具有深远影响。“援所过辄为郡县治城郭，穿渠灌溉，以利其民。条奏越律与汉律驳者十余事。与越人申明旧制以约束之，自后骆越奉行马将军故事。”
1. 1 2  范晔：《后汉书》，北京：中华书局，1965年5月版。